# Szalwa Muziaszwili
Szalwa Muziaszwili (gruz. შალვა მუზიაშვილი; ur. 30 maja 1982) – gruziński zapaśnik walczący w stylu wolnym. Zajął dziewiętnaste miejsce na mistrzostwach świata w 2009. Piąty w mistrzostwach Europy w 2002. Szósty w Pucharze Świata w 2006 i dziesiąty w 2011. Mistrz świata juniorów w 2001 i wicemistrz Europy w 2002 roku.